# Chaebol
Chaebol (eller Jaebol, Jaebeol) er en betegnelse for de sydkoreanske industrikonglomerater som med myndighedernes velsignelse har spredt sig udover en række forskellige industribrancher.

## Baggrund
Det findes mange store familie-kontrollerede konglomerater med milliardomsætning. Disse virksomheder har siden 1960’erne haft en væsentlig rolle i udviklingen af Sydkoreas økonomi. Nogle af konglomeraterne er kendte internationale koncerner som Samsung, Hyundai og LG.
Chaebolerne udgør mægtige og selvstændige enheder indenfor økonomi og politik, men har også flere gange samarbejdet med myndighederne indenfor planlægning og innovation. Myndighederne har opmuntret til konkurrence mellem de forskellige Chaboler i et forsøg på at undgå monopoldannelse.
Konglomeraterne deltager også på den politiske arena. I 1988 opstillede et medlem af en Chaebol-familie, Chong Mong-jun, som var præsident i Hyundai, til valg i den Sydkoreanske Nationalforsamling. Ligeledes har andre erhvervsledere været opstillede. Hyundai har også haft en rolle i tilnærmelsen til Nordkorea efter år 2000.
De ti største Chaeboler i Sydkorea efter omsætning er (2004-tal): Samsung (89,1 milliarder USD), Hyundai Motor Group (57,2 milliarder USD), LG (50,4 milliarder USD), SK (46,4 milliarder USD), Hanjin (16,2 milliarder USD), Hyundai Heavy Industries (10,5 milliarder USD), Lotte (6,3 milliarder USD), Doosan (4,5 milliarder USD), Hanwha (4,4 milliarder USD) og Kumho Asiana (2,8 milliarder USD). 
Nogle af chaebolerne er store konglomerater, mens andre er mere løst sammensatte grupperinger med et fælles navn. De fleste af konglomeraterne og de mere løst sammensatte grupperinger er ejet og styret af samme familie.
De sydkoreanske Chaeboler er ofte sammenlignet med de japanske keiretsu, som blev efterfølgerne til zaibatsu før anden verdenskrig. Selv om ordet «Chaebol» er sammenligneligt med «zaibatsu» er der væsentlige forskelle:
- Chaebol er primært ejet af familierne som etablerede selskaberne, mens keiretsu er kontrolleret af en professionel ledelse.
- Chaebol har et centralt ejerforhold, mens keiretsu har mere spredte og overlappende ejerforhold.
- Chaebol etablerede datterselskaber for at producere komponenter til eksport, mens de japanske selskaber fik opgaven udført af eksterne leverandører
- Chaebol må ikke eje private banker, for at sikre at staten kan påvirke bankerne. Keiretsu har ofte gennem længere tid samarbejdet med en bank eller bank-koncern som har sikret kreditter.

## Historie
Traditionelt har den sydkoreanske økonomi været lille og domineret af landbrug ind til langt ind i 1900-tallet. Fra 1961, under præsident Park Chung-hee blev der fra myndighedernes side opmuntret til økonomisk vækst med Japan som rollemodel. Regeringens industripolitik opmuntrede til nye investeringer og Chaebolerne blev garanteret lån. På denne måde fik Chaebolerne en nøglerolle i udviklingen af nye industrier, markeder og eksportrettet produktion, hvilket endte med at Sydkorea blev defineret som en af de asiatiske tigerøkonomier.
Få koreanere havde fået ledende stillinger og lederskab under den Japanske kolonisering af Korea fra 1910 til 1945. Nogle koreanske forretningsmænd fik efter besættelsen tilgang til nogle af de japanske virksomheder, dette blev senere grundlaget for flere af Chabolerne. Mange af Chaebolerne som blev etableret i slutningen af 1940'erne og i begyndelsen af 1950'erne havde nære bånd til Syngman Rhee's første republik fra 1948 til 1960. Det er alment kendt at flere af disse selskaber modtog specielle tjenester fra regeringen i bytte med tilbagekøb og andre former for betaling.
Efter den militære magtovertagelse i 1961, erklærede de nye militærledere, at de ville udrydde korruptionen som havde gennemsyret Rhee-administrationen og fjerne al uret fra samfundet. Selv om nogle ledende forretningsfolk blev arresteret og tiltalt for korruption, indså det nye styre hurtigt, at det var nødvendigt med hjælp fra erhvervslivet, hvis regeringens ambitiøse planer for modernisering af økonomien skulle gennemføres. Løsningen blev at mange af de korruptionsanklagede ledere endte med at betale en bod til myndighederne.
Dermed kunne samarbejdet mellem erhvervsliv og regering fortsætte, hvilket blev kernen i udviklingen af den sydkoreanske økonomi fra 1960’erne af.
Målet var at udvikle økonomien bort fra forbrugsvareproduktion og letindustri til sværindustri, kemisk industri og egen produktion af varer som erstatning for import. Regeringen var afhængig af Chaebolernes ideer, ledere og produktionskapacitet. Regeringen opstillede målene, mens Chaebolerne fik til opgave at udføre målene. Ulempen med den nye økonomiske politik var en udvikling af monopoler og oligarker og magt og økonomiske ressourcer koncentreret i få koncerner.
Park benyttede Chaebolerne til at udvikle landets økonomi, det skete ved at der blev opmuntret til eksport og dermed tilbageførtes meget af Rhees politik som var baseret på import.
Chaebolernes vækst skyldtes frem for alt to faktorer; udenlandske lån og national favorisering. Tilgang til udenlandsk teknologi var afgørende for væksten helt frem til 1980’erne. Regeringen udvalgte selskaber som skulle gennemføre specielle projekter, og sørge for at disse blev finansieret af udlandet. Regeringen garanterede for lånene, og bidrog også med mindre tillægslån fra nationale banker. I slutningen af 1980’erne dominerede Chaebolerne den sydkoreanske industri.
Landets voldsomme økonomiske vækst fra 1960’erne af var stærkt knyttet til udviklingen af landets eksportindustrier. Væksten blev fordelt på mange forskellige produkter, og en stadig produktudvikling var vigtig for at sikre risikospredning. I 1950’erne og tidligt i 1960’erne var tekstiler vigtige, mens der fra midten af 1970’erne og 1980’erne var udviklet nye produkter som gjorde sværindustri, militærudstyr og kemisk industri til de vigtigste industrier for landets eksport.
Fra begyndelsen af 1990’erne udviklede den sydkoreanske industri sig yderligere og der blev satset mere på elektronik og højteknologiske industrier. Chaebolernes udvikling bidrog til at Sydkorea i 1985 for første gang kunne operere med et overskud på handelsbalancen med udlandet.
Mod slutningen af 1980’erne havde Chaebolerne også opnået en større grad af økonomisk uafhængighed og var ikke længere afhængig af regeringsgaranterede lån.
I 1990’erne var Sydkorea blevet en af de ledende NIC-nationer, og kunne fremvise en levestandard på linje med andre industrialiserede lande.
Præsident Kim Young-sam var den første sydkoreanske præsident som forsøgte at udfordre Chaebolernes magt, men det var ikke før under Asienkrisen i 1997 at svaghederne i systemet blev blotlagt. Af de 30 største Chaeboler kollapsede 11 af dem mellem juli 1997 og juni 1999. Chaebolerne fokuserede ensidigt på eksportproduktion, og overså det indenlandske marked, hvilket gjorde selskaberne svært sårbare overfor finansielle ændringer i eksportmarkederne. I konkurrence med hinanden havde selskaberne også opbygget en overkapacitet forud for den finansielle krise i Sydkorea. For eksempel havde Sydkorea syv større bilfabrikker.
Mange af Chaebolerne havde optaget store lån som følge af ekspansion, lån hos både internationale långivere og indenlandske banker og bankernes egne datterselskaber. De indenlandske banker kom i den situation, at de selv ville gå konkurs når de afskrev tab og misligholdte. Det mest spektakulære eksempel var i sommeren 1999 da Daewoo-koncernen gik konkurs med en ubetalt gæld på 80 milliarder USD, hvilket var datidens største konkurs.
Efterfølgende afslørede efterforskningen desuden korruption, særlig knyttet til forsøg på at skjule gæld i regnskaberne og til direkte bestikkelse.

## Reformer
Præsident Kim Dae-jung blev valgt da Asienkrisen var på sit værste i 1998, hvilket førte til at regeringen valgte at reformere økonomien på flere områder.
- Chaebolerne blev presset til at fokusere på en kernevirksomhed og fraspalte andre virksomheder.
- Chaebolerne måtte decentralisere sin ledelse og blev opfordret til at oprette professionel ledelse.
- Reguleringerne blev gennemført for at hindre at Chaebolerne skulle skjule tab og gæld i datterselskaber.
- En skærpelse af antitrustlove og arveafgifter skulle reducere familiernes muligheder for at beholde kontrollen over deres aktiver.

Både Kim og hans efterfølger i præsidentembedet Roh Moo-hyun har haft en varierende grad af succes i arbejdet med at rydde op i Chaebol-regimet. Chaebolerne dominerer i stor grad Sydkoreas økonomi og både Hyundai og SK Group har været involveret i forskellige skandaler som har haft forgreninger helt op til præsident-niveau.
The Federation of Korean Industries, som er Chaebolernes egen organisation, har modsat sig forandringerne.